# Albert Rothstein
Albert Rothstein (también conocido como Nuklon y Atom Smasher) es un superhéroe de los cómics y otros medio relacionados en el Universo DC. Átomo Smasher es conocido por su poder de crecimiento y superfuerza.
Átomo Smasher hizo su primera aparición en vivo en la segunda temporada de The Flash interpretado por Adam Copeland. El personaje hará su debut cinematográfico en Black Adam de 2022 interpretado por Noah Centineo ambientado en el Universo extendido de DC.

## Historia de la publicación
Fue creado por Roy Thomas y Jerry Ordway, él apareció por primera vez en All- Strar Squadron #25 (septiembre de 1983). Thomas escogió su nombre como tributo a su amigo y fan de los cómics Allan Rothstein.

## Biografía del personaje

### Origen
El ahijado de Al Pratt, el Átomo de la Era de oro, Albert Rothstein adquirió sus poderes metahumanos de súper fuerza y control sobre su estructura molecular, permitiéndole alterar el tamaño y densidad de su cuerpo, de su abuelo, un supervillano reluctante conocido como Cyclotron. Esto le permitió luchar contra el crimen primero como Nuklon, y luego, más tarde, como Atom Smasher. Como Nuklon, Albert era un miembro fundador de Infinity Inc. y posteriormente sirvió en la Liga de la Justicia. Fue considerado un superhéroe confiable, pero bastante inseguro e indeciso, mientras que en Infinity, Inc. Durante este tiempo tuvo un corte de pelo Mohicano. Mientras estaba en la JLA, forjó una fuerte amistad con su excompañero de equipo de Infinity Inc., Obsidian.

### La Sociedad de la Justicia
Albert finalmente consigue su sueño y es invitado a unirse a la JSA reunida bajo su nuevo nombre e identidad, Atom Smasher (se burla de su viejo mohawk y traje mientras tanto). Durante años, Atom Smasher valora su papel en la defensa del legado de Pratt y constantemente busca demostrar que es digno de sus ídolos de la Edad de Oro - especialmente cuando muchos de ellos se convirtieron en sus compañeros en la JSA. Él mira para arriba a los miembros más viejos de JSA, pero es él mismo mirado para arriba por la miembro novata joven Stargirl. Cuando la madre de Albert es asesinada en un accidente de avión producido por el terrorista Kobra, se convierte en veneno, casi aplastando a Kobra en sus manos antes de que su compañero de equipo Jack Kinght lo convenza de que no debe manchar la memoria de su Madre asociándola con el asesinato de Kobra. No mucho después del fatal accidente, Albert - con la ayuda de Metron de los Nuevos Dioses - retrocede en el tiempo y reemplaza a su madre con el villano debilitado Extant. Esto acaba salvando su vida, pero hace de Albert un asesino, aunque no hubiera otra forma de contener a Extant y evitar que causara más daño.

### Adán Negro
Cuando el viejo adversario del Capitán Marvel Adán Negro se reforma y se une a la JSA, él y Rothstein desarrollan una rivalidad al principio cuando se niega a creer que Adán se ha reformado. Esto pronto se convierte en parentesco después de que Adán justifica las acciones asesinas de Al hacia Extant. De hecho, Adán Negro comenta que piensa en Átomo Smasher como el hermano que nunca tuvo. Alentado por Adán, Átomo Smasher crece frustrado con los límites morales de la JSA, especialmente cuando Kobra chantajea a las autoridades en la concesión de su liberación. Albert y Adán pronto dejaron el JSA después de la fuga de Kobra.
Poco después, el dúo inverosímil asentará las puntuaciones personales de cada uno. Adán mata a Kobra, mientras que Rothstein mata al presidente dictatorial de Khandaq, el país natal de Adán. Átomo Smasher ayuda a liderar un equipo de metahumanos (incluyendo a los antiguos compañeros de Infinity Inc., Brainwave y Northwind) en una invasión de Khandaq y derrocar su régimen opresivo. Átomo Smasher inicialmente lucha contra sus compañeros de equipo de JSA en Khandaq antes de decidir en lugar de ayudar a forjar una tregua incómoda - Adán Negro y sus compatriotas pueden permanecer en el poder siempre y cuando nunca salgan del país.
Átomo Smasher permanece en la nación del Medio Oriente por un tiempo, aunque eventualmente comienza a cuestionar los motivos de Adán. Rothstein perece en JSA #75 mientras lucha contra el El Espectro, pero es revivido por el rayo de Adán Negro, y llevado de nuevo a la sede de JSA. 
Posteriormente es juzgado por sus acciones en Khandaq y se declara culpable de todos los cargos. Su compañera de equipo Stargirl promete "estar allí para él" cuando salga. Mientras que en la cárcel, él es acercado por la fundadora del Escuadrón Suicida, Amanda Waller. En el 52, se ve reuniendo a un nuevo Suicide Squad bajo las órdenes de Waller, instruido para luchar contra el Adán Negro, y, sin el conocimiento del propio Átomo Smasher, empujar a su familia a reaccionar exageradamente. Ellos triunfan, y Osiris es deshonrado y expuesto por haber matado a un miembro del escuadrón, ya que Amanda Waller estaba filmando los acontecimientos, lo que llevó a la caída de toda la familia Black Marvel, y un alboroto asesino de Adán Negro, apodado la Tercera Guerra Mundial.
Él entonces parte con la Sociedad de la Justicia, intentando atrapar a Adán negro, pero rechaza condenarlo de cualquier manera, ni siquiera creerlo culpable del genocidio en Bialya ("dígame que no era usted ..."). Cuando Adán es despojado de sus poderes por el Capitán Marvel, y está a punto de sumergirse a su muerte, es Átomo Smasher quien lo salva, aunque ningún personaje ve esto, y Al lo mantiene oculto.
En la serie Black Adam: The Dark Age, se muestra a Albert en busca de su antiguo amigo, que tiene la intención de resucitar a su esposa muerta Isis. En Black Adam #5, Albert trae a Adán un hueso de los restos de Isis (sin saberlo a la JSA, con quien estaba buscando a Adán), e intenta sin éxito persuadir a su amigo para que se esconda.

### Día Moderno JSA
En la Sociedad de la Justicia de América: El Reino especial, Stargirl recluta a Atom Smasher para golpear un poco a Damage, que se ha convertido en un evangelista de género para el dios del tercer mundo Gog después de que el ser cósmico curó temporalmente su cara marcada. Él ve al hijo de Pratt como una figura hermana, ya que fue criado por Pratt en el primer lugar.
Atom Smasher finalmente vuelve a la JSA durante el "Black Adam e Isis" arco impreso en la Sociedad de Justicia de América #23-25. Pidiendo al equipo una segunda oportunidad para honrar la memoria de Al Pratt, Atom Smasher se une a la Sociedad de Justicia en la lucha contra Adán Negro e Isis, que han dejado al Capitán Marvel sin sus poderes y su trono en la Roca de la Eternidad. Al final de la historia, a pesar de la desconfianza de Wildcat, Atom Smasher es readmitido en la JSA como miembro de pleno derecho, junto con todos los demás miembros del equipo que habían actuado mal en los últimos números. Se desvanece por varios temas, pero reaparece en el JSA: All-Stars como una víctima de secuestro. 
En la secuela de "Watchmen", "Doomsday Clock", Atom Smasher regresa al Universo DC junto con el resto de la Sociedad de la Justicia de América cuando el Doctor Manhattan, inspirado en Superman, deshace los cambios que hizo en la línea de tiempo que borró la Sociedad de la Justicia de América y la Legión de Super-Héroes.

## Relaciones con mujeres
Albert ha tenido complicadas relaciones con las mujeres durante su permanencia en varios equipos de superhéroes. Mientras estaba en Infinity, Inc., se demostró que estaba claramente enamorado de su compañero Furia, a pesar de su compromiso con Silver Scarab. Muchos otros personajes toman nota de esto, aunque ninguno de ellos envidia a Al, y realmente siente pena por él porque inevitablemente tendrá su corazón roto. Mirando hacia ella hasta como niños, él finalmente propone cuando Héctor es asesinado y ella queda embarazada, para que ella no estará sola. Ella lo rechaza, diciendo que prefiere que sean amigos. También tiene un breve flirteo con el segundo Wildcat Yolanda Montez, pero las cosas nunca se desarrollaron entre ellos. Durante su tiempo con la Liga, él fecha a Fuego, pero él interrumpe la relación porque ella no es judía - aunque esto no detuvo su anterior o posterior.
Su relación con Stargirl es aún más compleja. Mientras que Stargirl ha mostrado algunos sentimientos románticos por Atom Smasher en el pasado, nunca muestra sus sentimientos de su parte. Posteriormente se establecen claramente los verdaderos sentimientos de Stargirl, ya que varios amigos (como "Billy Batson (Capitán Marvel)" o su amiga Mary) la acusan de gustarle a Al, y ella promete esperarlo cuando regrese de la prisión. Cuando Al es asesinado temporalmente por El Espectro, ella revela las profundidades de sus sentimientos por él, llorando por su cadáver. Albert finalmente reconoce sus propios sentimientos cuando se reintegra a la JSA para luchar contra Adán Negro, admitiendo que Billy Batson lo merece mucho más que Al mismo lo hace, en un tono arrepentido. Los compañeros de equipo de Al se dan cuenta de la atracción mutua de la pareja una vez que comienzan abiertamente a afrontar unos a otros en público, y mientras Power Girl es de apoyo diciendo: "Vaya a rescatar a su doncella", los miembros más antiguos obligan a Al a convertir Courtney debido a la diferencia de edad. Esto deja a Al melancolía, y Courtney se escapa llorando. Las ediciones posteriores de JSA: All-Stars revelan que los dos todavía se aman, pero después de que Johnny Sorrow imita a Al para forzar un beso de la muchacha, ambos reconocen la necesidad del "espacio". En Injustice: Gods Among Us, Year 5 Annual, se ha revelado que está en una relación con Giganta, pero ambos frecuentemente discuten y pelean, llevándoles a pelear. De acuerdo con Linterna, discuten y pelean mucho, pero siempre terminan componiendo. Mientras limpian Metrópolis, los 2 de discuten sobre una viga metálica y comienzan a luchar, destrozando la mitad de la ciudad.

## Poderes y habilidades
Él es súperfuerte en su tamaño normal - 7 pies 6 pulgadas, o 2.3 m - (aunque recientemente se ha descrito siendo de una altura más normal cuando no está usando sus poderes), la fuerza y la densidad del Smasher aumentan proporcionalmente a cualquier tamaño que el elige (Se explicó en JSA # 75 que sus músculos y huesos realmente se rompen y se reforman a medida que crecen para lograr estas grandes alturas). 
En la Enciclopedia DC, se afirma que podría crecer hasta 60 pies sin problemas. Si hay un límite a las alturas a las que puede llegar a ser desconocido. A los 60 pies, era lo suficientemente fuerte como para noquear a Power Girl con un pisotón, y fácilmente diezmó a la mayoría de la JSA durante el "Black Reign", pero es vulnerable a golpes súperfuertes como los de Black Adam, quedando inconsciente con Un golpe varias veces. Durante su tiempo como Nuklon, Albert fue capaz de pasar a través de las paredes; Él no se ha demostrado usar este poder en los últimos años. Rothstein es también un experimentado piloto y mecánico. En los primeros años de JSA, se le pudo ver pilotando el jet de la JSA, el Águila de Acero, así como el Star Rocket Racer en JSA:Our Worlds At War, y antes era el piloto primario de Infinity Inc. 

## Otras versiones

### El reino Venido
Al formó parte de la Liga de la Justicia de Superman en Mark Waid y Alex Ross' Kingdom Come bajo el nombre de código "Atom Smasher". Este era el principio de su nuevo nombre, que fue utilizado más adelante en corriente continua DC continuidad.

## En otros medios

### Televisión
- Atom Smasher aparece en la serie del Universo animado de DC Comics la Liga de la Justicia Ilimitada con la voz de Kevin Conroy sin acreditar. Aparece como miembro de la Liga de Justicia ampliada. En el episodio N° 8 de la primera temporada "Corazón Oscuro", Átomo Smasher ayuda a la Liga de la Justicia a luchar contra los alienígenas generados por el Corazón Oscuro. En el episodio "El Equipo X" de la segunda temporada, Átomo Smasher lucha contra el Aniquilador  mientras Shining Knight y el Vigilante luchan en contra del equipo X (Grupo que sería el Escuadrón suicida). Átomo Smasher es rápidamente derrotado. Mientras el Detective Marciano pelea con el equipo, Plastique lo obliga a detenerse cuando amenaza con colocar una bomba en la boca de Atom Smasher; Sin embargo el Capitán Átomo llega y la detiene. En episodio 11 de la segunda temporada "Pánico en el cielo", Atom Smasher es mostrado luchando contra un clon de Long Shadow y derrotándolo.
- Aparece también en la serie de televisión The Flash, en el episodio "Power Outage", Al Rothstein es mencionado como una de las personas que aparentemente murieron como resultado del accidente del Acelerador de partículas que le dio a Barry Allen sus poderes. Para la segunda temporada, Adam Copeland fue elegido como Atom Smasher, debutando en el primer episodio "El hombre que salvó a ciudad central". Este Albert Rothstein se implica para ser un metahumano de la Tierra-2. Por alguna razón él mata a su contraparte en este universo, quien, contradictorio a "Interrupción de Poder", no murió en el accidente y estaba en Hawái en ese momento. Con esta versión es retratado como un villano, que viene a Ciudad Central para matar a Flash a petición del Profesor Zoom.[26] Ganando sus poderes absorbiendo la radiación en su ciudad, es derrotado cuando Flash lo atrae a un reactor nuclear y lo expone a una dosis letal, Rothstein siendo incapaz de absorber toda esa energía. Un Rothstein agonizante le dice a Flash que la persona qué lo envío prometió llevarlo a casa si derrotaba con éxito a Flash,esa persona se llamaba Zoom.

### Cine
- Atom Smasher aparece en la película de Black Adam de 2022. Es interpretado por el actor Noah Centineo.[27][28] Esta versión es un miembro de la Sociedad de la Justicia,[29] que recibió su traje y manto de su tío Al Pratt.[30][29] Poco después, cuando Teth-Adam fue liberado matando a varios soldados de Intergang, el equipo viajó a la nación de Kahndaq para detenerlo, sin embargo, al ser demasiado fuerte, el equipo finalmente decidió hacer una tregua con Adam para derrotar a Intergang y rescatar al hijo de Adrianna Tomaz, Amon. Durante el transcurso del viaje, Albert y Maxine Hunkel comenzaron a tener sentimientos románticos el uno por el otro. Finalmente, cuando Ishmael Gregor liberó a las Legiones del Infierno y convirtiéndose en el demonio Sabbac, Rothstein y Hunkel ayudaron a los civiles mientras Adam y Hall luchaban, honrando el legado de Kent Nelson. Después de la batalla, Rothstein regresó al cuartel general con su equipo.

### Videojuegos
Atom Smasher hace una aparición de cameo en Injustice: Dioses entre nosotros. Lo ven en el área al aire libre de la etapa de la sala de la justicia, luchando contra Giganta en el fondo. Cuando un héroe o villano transita a la siguiente parte del escenario, el personaje es lanzado por un robot en la mano de Giganta y golpea a Atom Smasher con el personaje antes de que sea arrojado al Salón de la Justicia.

### Juguetes
- Atom Smasher se convirtió en una figura de acción para la Liga de Justicia de Mattel ilimitada toyline en el verano de 2005.
- En febrero de 2009, Atom Smasher fue la figura de Collect-and-Connect de la séptima ola de la línea DC Universe Classics.